# Hemirrhagus grieta
Hemirrhagus grieta là một loài nhện trong họ Theraphosidae.
Loài này thuộc chi Hemirrhagus. Hemirrhagus grieta được Willis J. Gertsch miêu tả năm 1982.